# Siebieski Park Narodowy
Siebieski Park Narodowy (ros. Национальный парк «Себежский») – park narodowy w południowej części obwodu pskowskiego w Rosji. Znajduje się w rejonie siebieskim, a jego obszar wynosi 500,21 km². Został utworzony dekretem rządu Federacji Rosyjskiej z dnia 8 stycznia 1996 roku. Zarząd parku znajduje się w miejscowości Siebież.

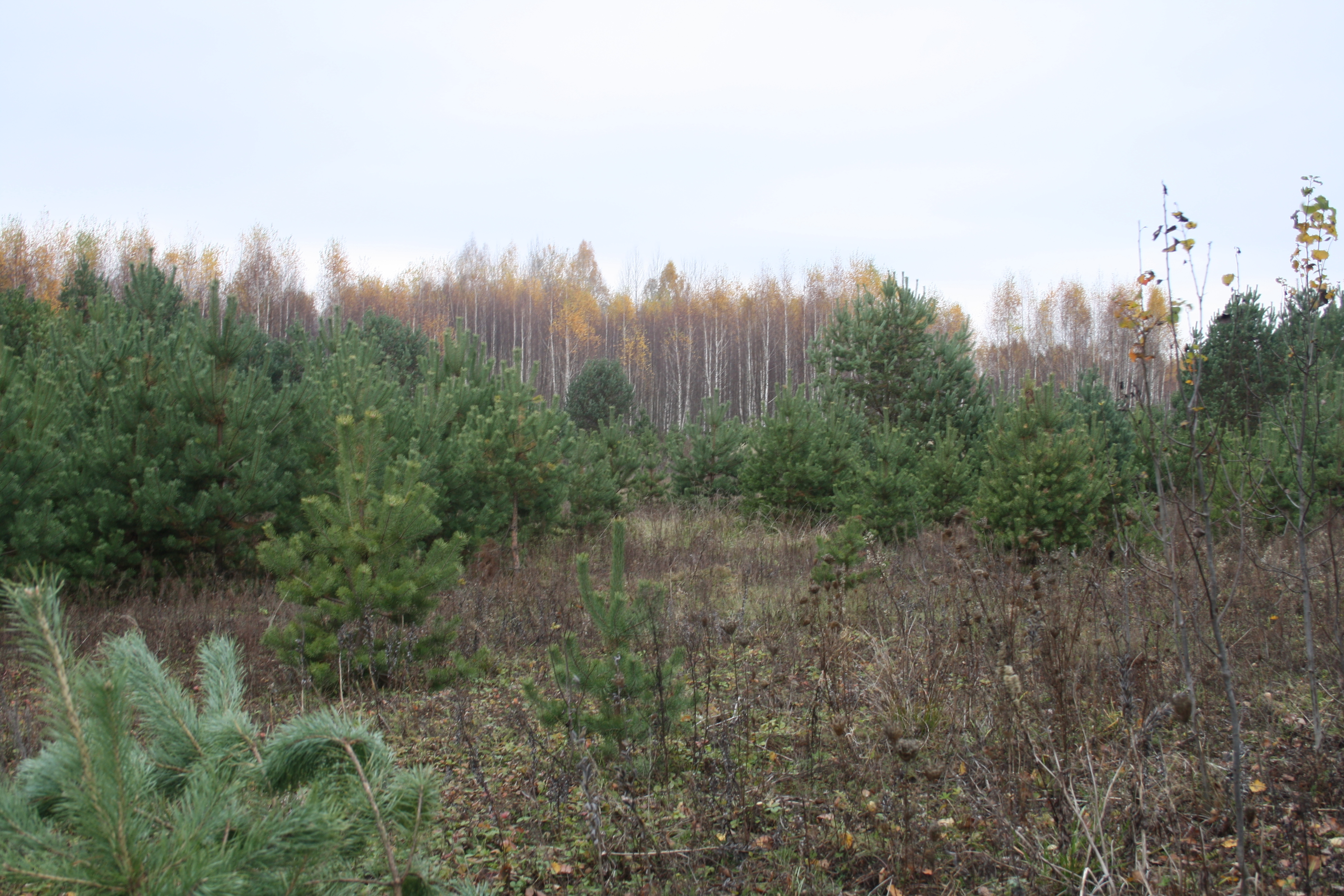

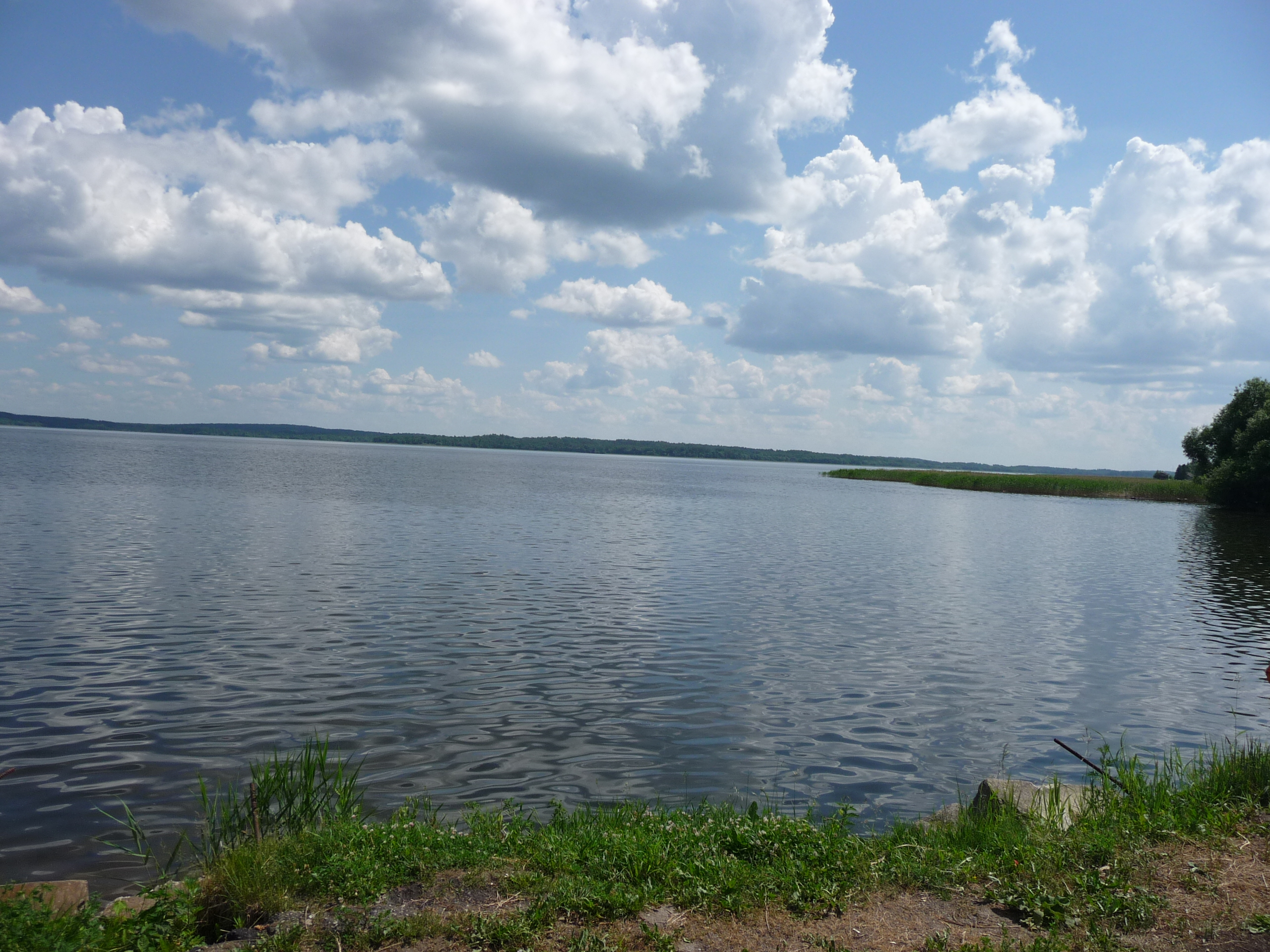
Jezioro Siebież

## Opis
Park położony jest na Wyżynie Siebieskiej w strefie lasów iglastych i liściastych, w dorzeczu rzek Dźwina i Wielikaja. Pasma wzgórz morenowych przeplatają się tu z nizinami zajętymi przez jeziora, bagna lub podmokłe łąki. Ograniczony jest ze wszystkich stron przez jeziora: Siebież, Orono, Osyno i Neczerica. Na południu park graniczy z Białorusią, od zachodu z Łotwą. Znajduje się tu duża liczba jezior pochodzenia polodowcowego. Wiele z nich jest połączonych licznymi rzekami i kanałami.

## Flora i fauna
W lasach parku występuje przede wszystkim sosna zwyczajna i świerk pospolity. Rosną również lipa drobnolistna, klon zwyczajny, dąb szypułkowy, jesion wyniosły, brzoza, olsza szara i osika.
Faunę reprezentuje ponad 3 tys. gatunków bezkręgowców i 313 gatunków kręgowców: 32 gatunki ryb, 217 gatunków ptaków, 49 gatunków ssaków, 6 gatunków gadów, 9 gatunków płazów. Dominującymi gatunkami są gatunki leśne o europejskim typie siedlisk lub zwierząt, których zasięg obejmuje nie tylko Europę, ale także południe strefy leśnej Azji.
Żyją tu m.in. wilki szare, niedźwiedzie brunatne, rysie euroazjatyckie, łosie euroazjatyckie, kuny leśne, tchórze zwyczajne, bobry europejskie, zające bielaki, gronostaje europejskie, padalce zwyczajne, jaszczurki zwinki, zaskrońce zwyczajne.
Z ptaków występuje tu m.in. gągoł, derkacz, błotniak łąkowy, bączek zwyczajny, cietrzew zwyczajny, trzciniak zwyczajny, głuszec zwyczajny, pardwa mszarna, a także drzemlik, żuraw zwyczajny, łęczak, nur czarnoszyi, kormoran zwyczajny.

## Klimat
Klimat umiarkowany kontynentalny. Średnia temperatura powietrza w lipcu to około +17 °C, w styczniu –8 °C.